# Royalton (Wisconsin)
Royalton es un pueblo ubicado en el condado de Waupaca en el estado estadounidense de Wisconsin. En el Censo de 2010 tenía una población de 1.434 habitantes y una densidad poblacional de 15,44 personas por km².

## Geografía
Royalton se encuentra ubicado en las coordenadas 44°22′4″N 88°55′51″O / 44.36778, -88.93083. Según la Oficina del Censo de los Estados Unidos, Royalton tiene una superficie total de 92.88 km², de la cual 86.49 km² corresponden a tierra firme y (6.87%) 6.38 km² es agua.

## Demografía
Según el censo de 2010, había 1.434 personas residiendo en Royalton. La densidad de población era de 15,44 hab./km². De los 1.434 habitantes, Royalton estaba compuesto por el 98.68% blancos, el 0.14% eran afroamericanos, el 0.21% eran amerindios, el 0.14% eran asiáticos, el 0% eran isleños del Pacífico, el 0.21% eran de otras razas y el 0.63% pertenecían a dos o más razas. Del total de la población el 0.77% eran hispanos o latinos de cualquier raza.